# アンヌ・ド・フォワ
アンヌ・ド・フォワ（フランス語: Anne de Foix, 1484年 - 1506年7月26日）は、ハンガリーとボヘミアの王ウラースロー2世の3番目の妃。家名はフォワ＝カンダル（Foix-Candale）ともされる。ハンガリー語名はツァンダレ＝イ・アンナ（Candale-i Anna）、チェコ語名はAnna z Foix a Candale、バスク語名はAna Kandalakoa、オック語名はAna de Fois-Candala。

## 生涯
フランス貴族フォワ伯家の傍系出身で、名目上のケンダル（カンダル）伯ガストン2世・ド・フォワと最初の妻であるナバラ王女カトリーヌの娘として生まれた。従妹ジェルメーヌとともに、フランス王ルイ12世の宮廷で従姉である王妃アンヌ・ド・ブルターニュに育てられた。
1502年、ウラースロー2世の3番目の王妃として迎えられた。政略結婚であったが、ウラースローとアンナの結婚は幸福なものであった。2人は1男1女をもうけた。
- アンナ（1503年 - 1547年） - 後にボヘミアとハンガリーの王位を継承し、神聖ローマ皇帝にもなるハプスブルク家のフェルディナント大公と結婚。
- ラヨシュ2世（1506年 - 1526年） - ハンガリーとボヘミアの王。フェルディナントの妹マリアと結婚。

ラヨシュの出産後まもなく、22歳で死去した。